# Tróitskoie (Khakàssia)
|  | Per a altres significats, vegeu «Tróitskoie». |

Tróitskoie (en rus: Троицкое) és un poble de la República de Khakàssia, a Rússia, que en el cens del 2010 tenia 616 habitants. Pertany al districte de Bograd.